# Polka (bande dessinée)
Pour les articles homonymes, voir Polka.
Polka est une série de bande dessinée comptant cinq albums, publiés entre 1995 et 2005 aux éditions Dargaud. La série est scénarisée par Didier Convard et dessinée par Siro. Le coloriste est Jean-Jacques Chagnaud pour les deux premiers tomes, puis le dessinateur assume lui-même la couleur, sous le pseudonyme de Sef Banger, pour les trois albums suivants.
Polka est une série policière de science-fiction dont chaque album peut se lire de manière indépendante. Elle raconte les aventures d'un détective parisien des années 2030, Lorenz Polsky, confronté à différentes manipulations criminelles venant des puissances financières et politiques. Il déjoue ainsi trafic d'organes et fraude électorale.

## Personnages
Lorenz Polsky dit « Polka » : ancien inspecteur de police, il est dans le premier tome, soupçonné de meurtre et rayé des cadres. Après la résolution de cette affaire, il choisit de ne pas être réintégré et devient détective privé. Par la suite, il travaille essentiellement pour Nolan Gerber, le Président du Sénat, à la résolution d'affaire troubles mêlant le pouvoir économique et le pouvoir politique. Il est réputé pour ne jamais lâcher une piste. On sait par ailleurs qu'il apprécie la musique tsigane.
Venezzia : présentée au lecteur en tant que journaliste, elle devient, dès le premier tome de la série, la compagne de Polka.
Commissaire Malvak : ancien supérieur hiérarchique de Lorenz Polsky, c'est un alcoolique notoire. Malgré leur manque d'atomes crochus, Malvak et Polka se rapprochent au fil de la série. Malvak finit malheureusement catatonique dans un fauteuil roulant au terme du quatrième tome.
Nolan Gerber : Président du Sénat particulièrement attaché à la chose démocratique et par conséquent, tout à fait opposé aux différentes entités économiques cherchant à accaparer du pouvoir. Il devient le principal employeur de Polka.
Le Premier : Le premier ministre du gouvernement. Un vieil homme corrompu, sans scrupules dont les seuls désirs sont le pouvoir, l'argent et comment en obtenir plus. N'hésitant pas à recourir au trafic d'organes, à la trahison et à l'utilisation de tueurs à gages, il est entre autre responsable de la mort du premier partenaire de Polsky ainsi que de la radiation de ce dernier des cadres. Malheureusement pour lui, ses actes finiront par le rattraper et c'est sans le moindre scrupule ou hésitation que le détective l'étranglera à mains nues dans son propre bureau, laissant son cadavre affalé sur ce dernier pour y être trouvé par un domestique. 

## Albums
Tous les albums sont signés Convard et Siro, et publiés aux éditions Dargaud :
1. Le Mal d'Orphée, octobre 1995,  (ISBN 2-205-04492-3)
2. Démokratie, novembre 1996,  (ISBN 2-205-04416-8)
3. A.D.Haine !, avril 1998,  (ISBN 2-2050-4558-X)
4. Philosoft, janvier 2000,  (ISBN 2-205-04764-7)
5. Lobby or not lobby, février 2005,  (ISBN 2-205-04941-0)